# Zora Preradović
Zora Preradović (Arad, 13. prosinca 1867. – Zagreb, 10. svibnja 1927.), bila je hrvatska slikarica.

## Životopis
Zora Preradović rodila se u Aradu, u Rumunjskoj, 1867. godine. Kćer je hrvatskoga pjesnika Petra i Eme Preradović (rođ. Regner pl. Bleyleben). Slikarsku školu polazila je u Beču a kasnije je učila i kod Marije Egner i u Kunstschule fur Frauen und Madchen. Tri sezone provela je i u slikarskoj koloniji u Dachauu kod Münchena. U Beču je živjela i izlagala u Kunstlerhausu a od 1918. godine živjela je i radila u Zagrebu te poučavala u slikanju u vlastitoj slikarskoj školi za djevojke.
Umrla je u Zagrebu 1927. godine i pokopana je u Arkadama na zagrebačkome groblju Mirogoju.

## Djelo
Radila je uglavnom mrtve prirode (osobito cvijeće) i pejsaže u ulju, gvašu i akvarelu. U Zagrebu priredila niz samostalnih izložbi u salonu ULUH.